# Attica Locke
Attica Locke (Houston, 1974) és una escriptora estatunidenca, autora de novel·la negra i de misteri. També és una reconeguda guionista i productora de televisió.

## Biografia
Els seus pares eren un advocat i una executiva, i es van divorciar quan Locke encara era molt jove. Es va graduar a la Universitat Northwestern i fou membre del Filmakers Lab del Festival de Cinema de Sundance en 1999, on va estudiar guió i direcció.
Locke viu a Los Angeles, amb el seu marit y la seva filla. L'actriu Tembi Locke es la seva germana gran.

## Carrera
El 2009 publicà el seu primer llibre Black Water Rising, amb el que va assolir diverses candidatures a premis com el Edgar a la millor primera novel·la. Després d'un parell de novel·les més, va publicar Bluebird, Bluebird (2017), primera novel·la a la que surt el seu personatge Darren Matthews, un afroamericà membre dels Rangers de Texas.
Com guionista i productora ha treballat per empreses com Disney, Paramount, 20th Century Studios, HBO o Netflix.

## Obra
- Black Water Rising. 2009.
- The Cutting Season. 2012.
- Pleasantville. 2015.

### Sèrie Highway 59
- Bluebird, Bluebird. 2017.[nota 1]
- Heaven My Home. 2019.
- Guide Me Home. 2024.

## Filmografia
- Early Edition. 1999. Sèrie de TV. Coguionista.
- Empire. 2015-17. Sèrie de TV. Coguionista i productora.
- When They See Us. 2019. Minisèrie de TV. Coguionista.
- Litle Fires Everywhere. 2020. Minisèrie de TV. Coguionista i productora.
- From Scratch. 2022. Minisèrie de TV. Creadora, guionista i productora.

## Premis

### PerBlack Water Rising.
- 2009: Nominada al Los Angeles Times Book Prize.[5]
- 2010: Nominada al women's Prize (abans Orange Prize).[6]
- 2010 Nominada al Premi Barry a la millor primera novel·la.[7]
- 2010 Nominada al Premi Edgar a la millor primera novel·la.[7]

### PerThe Cutting Season.
- 2013: Guanyadora del Ernest J. Gaines Award.[8]

### PerPleasantville.
- 2015: Nominada al Gold Dagger Award.[9]
- 2016: Guanyadora del Harper Lee Prize.[10]

### PerBluebird, Bluebird.
- 2017: Nominada al Los Angeles Times Book Prize.[11]
- 2018: Nominada al Gold Dagger Award.[12]
- 2018: Nominada al Premi Macavity.[13]
- 2018: Guanyadora del Premi Anthony.[7]
- 2018: Guanyadora del Premi Edgar.[7]
- 2018: Guanyadora del Steel Dagger Award.[7]

### PerHeaven My Home.
- 2019: Nominada al Los Angeles Times Book Prize.[14]
- 2020: Guanyadora del Staunch Book Prize.[15]
- 2020: Nominada al Left Coast Prize.[7]